# Noel Redding
Pour les articles homonymes, voir Redding.
Noel Redding, né le 25 décembre 1945 à Folkestone (Kent) et mort le 11 mai 2003 à Clonakilty (Irlande), est un bassiste britannique, surtout connu pour avoir été membre de The Jimi Hendrix Experience et pour avoir accompagné Screaming Lord Sutch.

## Biographie
Alors que Noel Redding était guitariste, il est retenu pour jouer de la basse au sein du Jimi Hendrix Experience, avec Mitch Mitchell à la batterie. Deux de ses compositions figurent sur des albums du groupe : She's So Fine sur Axis: Bold as Love (1967) et Little Miss Strange sur Electric Ladyland (1968).
Il a été critiqué à de nombreuses reprises, principalement en raison de ses mésententes — peut-être légitimes — avec Jimi Hendrix. À l'écoute, ses lignes de basse sont plutôt convaincantes et aériennes (même si Hendrix a souvent enregistré ses propres lignes de basse sur Electric Ladyland).[Interprétation personnelle ?]
Noel Redding a écrit une autobiographie, en collaboration avec Carol Appleby, Are You Experienced?: Inside Story of the Jimi Hendrix Experience (1990).
Il meurt le 11 mai 2003 à l’âge de 57 ans, chez lui, en Irlande.

## Discographie

### Avec The Jimi Hendrix Experience
- 1967 : Are You Experienced
- 1967 : Axis: Bold as Love
- 1968 : Electric Ladyland

### Avec Fat Mattress
- 1969 : Fat Mattress (en)
- 1970 : Fat Mattress II (en)

### Avec Road
- 1972 : Road (en)

### Avec le Noel Redding Band
- 1975 : Clonakilty Cowboys (en)
- 1976 : Blowin' (en)
- 1995 : The Missing Album (en)

### Participations
- 1970 : Lord Sutch and Heavy Friends (en) de Screaming Lord Sutch
- 1972 : Kapt. Kopter and the (Fabulous) Twirly Birds (en) de Randy California